# Valentine Bargmann
Valentine Bargmann (Berlim, 6 de abril de 1908 — Princeton, 20 de julho de 1989 foi um matemático e físico estadunidense nascido na Alemanha.
Bargman estudou em Berlim de 1925 a 1933. Após o Machtergreifung, mudou-se para a Suíça, trabalhando na Universidade de Zurique, onde em 1936 obteve doutorado sob orientação de Gregor Wentzel.
Emigrou para os Estados Unidos. No Instituto de Estudos Avançados de Princeton foi assistente de Albert Einstein.
Em 1978 recebeu a Medalha Wigner e em 1988 a Medalha Max Planck.